# Gongylosoma mukutense
Gongylosoma mukutense är en ormart som beskrevs av Grismer, Das och Leong 2003. Gongylosoma mukutense ingår i släktet Gongylosoma och familjen snokar. Inga underarter finns listade i Catalogue of Life.
Arten förekommer endemisk på den indonesiska ön Pulau Tioman som ligger öster och södra Malackahalvön. Fram till 2011 var endast en individ känd. Exemplaret hittades i skogen i låglandet. Det rörde sig på marken och hade antagligen spindlar som föda. Fortplantningssättet är okänd.
Skogen där ormen upptäcktes är ingen skyddszon och skogsavverkningar förekommer. Troligtvis har ökande turism negativ påverkan. IUCN kategoriserar arten globalt som akut hotad.